# Acide gibbérellique
L'acide gibbérellique ou gibbérelline A3 est une hormone végétale. Sa formule brute est C19H22O6. Pur, il se présente sous la forme d'un solide blanc ou jaune pâle.